# Клод Вільд
Клод Вільд (Claude Wild) (1964, Лозанна) — франкомовний швейцарський дипломат. Постійний представник Швейцарії в Організації з безпеки і співробітництво в Європі (ОБСЄ), а також в Управлінні Організації Об'єднаних Націй та в інші міжнародні організації у Відні. Надзвичайний і Повноважний Посол Швейцарії в Україні з 2019 та у Молдові з резиденцією у Києві.

## Життєпис
Народився у 1964 році в Лозанні. Вивчав політологію та міжнародні відносини в Інституті досліджень міжнародних досліджень та розвитку в Женеві. Закінчив післядипломне навчання в галузі політики безпеки. Будучи членом швейцарського контингенту, брав участь у миротворчих операціях ООН в Намібії та Західній Сахарі у 1989 та 1990 рр., а також з 1991 по 1992 рр.
У 1990—1991 рр. — працював асистентом по програмі політики безпеки в Інституті вищих навчальних закладів.
У 1992 році — вступив на дипломатичну службу. Після розгортання в Швейцарській агенції розвитку та співробітництва (ШАРС), він був призначений заступником голови секції «Політика миру», секція III в Відділі політичних справ у Берні.
З 1997 року — перший секретар і пізніше радник у посольстві Швейцарії в РФ.
З 2000 року — начальник відділу політики та інституцій при Інтеграційному управлінні (нині Дирекція для Європейські справи) у Берні, який відповідає за політику ЄС у Швейцарії.
З 2004 року — заступник голови швейцарського посольства у Канаді
З 2007 року — міністр, заступник голови швейцарської місії до Європейського Союзу в Брюсселі.
У 2010 році — посол та голова відділу людської безпеки ФДФА (з питань миру, права людини, гуманітарна політика та міжнародна міграція).
З серпня 2015 року — Постійний представник Швейцарії в Організації Безпеки та співробітництва в Європі (ОБСЄ), а також у Відділенні Організації Об'єднаних Націй та інші міжнародні організації у Відні.
З 2019 року — Надзвичайний і Повноважний Посол Швейцарії в Україні та у Молдові з резиденцією у Києві..
7 листопада 2019 року вручив вірчі грамоти Президенту України Володимиру Зеленському.
На початку березня 2022 року Клод Вільд виїхав з України. Він повернувся на свою посаду в українській столиці в травні 2022 року. Згодом на нього поклали відповідальність за реалізацію швейцарської допомоги Україні. Він неодноразово уточнював, що принцип нейтралітету Швейцарії у зовнішній політиці (так званий швейцарський нейтралітет) означає в контексті війни, що країна «не приєднується до військового альянсу і не надсилає зброю в зону конфлікту, навіть у зону конфлікту, щоб підтримати жертв», але «ми чітко стоїмо за українську позицію». Його повноваження на посаді посла в Україні закінчилися наприкінці березня 2023 року, і його змінив Фелікс Бауманн.
У квітні 2023 року Вільд став постійним представником Швейцарії в Раді Європи.